# Dendroleon dumigani
Dendroleon dumigani is een insect uit de familie van de mierenleeuwen (Myrmeleontidae), die tot de orde netvleugeligen (Neuroptera) behoort. 
Dendroleon dumigani is voor het eerst wetenschappelijk beschreven door Tillyard in 1916.